# Freno continuo automatico Hardy
Il freno continuo automatico Hardy è uno dei sistemi di frenatura dei treni introdotto dalla metà degli anni sessanta del XIX secolo e notevolmente diffuso nelle linee ferroviarie inglesi e nelle sue colonie, influenzate dalla prassi britannica. Il sistema è stato utilizzato nel secolo scorso anche in parte delle ferrovie austroungariche e nella rete FS a scartamento ridotto della Sicilia.
Per un breve periodo è stato adottato anche negli Stati Uniti d'America, principalmente su ferrovie a scartamento ridotto. Tuttavia, a partire dal 1970 nel Regno Unito, i suoi limiti portarono ad una progressiva sostituzione di questi con sistemi ad aria compressa. Il freno continuo automatico Hardy è ormai scomparso dalle grandi reti europee anche per ragioni di compatibilità ma sopravvive e viene correntemente utilizzato in realtà particolari, spesso a scartamento ridotto, fra cui la Ferrovia Retica che nel corso del 2018 ha ordinato 7 nuove locomotive equipaggiate con tale sistema.

## Panoramica
Nei primi tempi delle ferrovie, i treni erano rallentati o fermati da freni azionati manualmente nella locomotiva (e a volte anche nei singoli vagoni) e, in seguito, dal sistema di frenatura a controvapore della sola locomotiva. Questi sistemi erano tuttavia poco soddisfacenti e pericolosi, in quanto la forza frenante di una catena di veicoli collegati veniva a dipendere dall'attrito delle sole ruote della locomotiva. La conseguenza era non solo una minore capacità frenante, ma anche e soprattutto l'enorme spinta verso la locomotiva in frenata data dalla forza di inerzia di tutti gli altri vagoni, con conseguente pericolo di deragliamento. Poiché la tecnologia dell'epoca non offriva altre possibilità di miglioramento, venne sviluppato un sistema a catena frenante, che richiedeva il collegamento di una catena  tra ogni rotabile del treno, ma era impossibile equilibrarne la forza della frenata per tutta la sua lunghezza.
Una delle principali innovazioni fu l'adozione di un sistema di frenatura che realizzava una depressione permeante (il vuoto) in una condotta, collegata alla locomotiva, che percorreva tutto il treno mediante il collegamento dei tubi accoppiatori flessibili di cui era dotato ogni veicolo su ambedue le testate. Ciò realizzava il collegamento delle apparecchiature frenanti di ogni veicolo del treno e mediante ciò i singoli freni potevano essere controllati dalla locomotiva.
Il primo freno a vuoto era un modello piuttosto semplice in cui veniva realizzato il vuoto in condotta principale del freno vuoto mediante un eiettore sulla locomotiva; l'aspirazione dell'aria dalla condotta del freno azionava in posizione di sfrenatura i cilindri dei freni su ogni veicolo ed il grado di frenatura poteva essere aumentato o diminuito dal conducente mediante graduale immissione di aria dall'atmosfera nella condotta.
Si preferì il freno a vuoto, piuttosto che quello ad aria compressa, perché era più semplice dotare le locomotive a vapore di eiettori, che sono semplici dispositivi che creano il vuoto senza l'uso di parti in movimento, che di compressori d'aria più complessi meccanicamente e soggetti a possibili guasti. Un altro motivo era la grande sicurezza ottenuta perché la rottura di una parte qualsiasi delle apparecchiature frenanti provocando la rientrata di aria dall'atmosfera provocava la frenatura automatica del treno; inoltre i carri in sosta rimanevano automaticamente frenati senza necessità di stringere i freni a mano dato che il semplice distacco della condotta flessibile ne provocava la frenatura a fondo. Per contro la necessità tecnica di realizzare una forza frenante utile sui veicoli richiedeva grossi ed ingombranti cilindri del freno.
Il difetto principale insito nel sistema di aspirazione semplice era quello che nel caso che uno dei tubi di collegamento dei veicoli si rompesse o con un'incurante accoppiamento dei tubi il freno a vuoto bloccava l'intero treno.
In seguito, il freno continuo automatico Hardy, venne sempre più adottato dato che era stato progettato allo scopo di provocare la frenatura a fondo (frenatura rapida) in caso di spezzamento in due parti di un treno o del distacco accidentale di un tubo della condotta. Vi fu comunque una consistente opposizione delle compagnie ferroviarie, per motivi di costo, al montaggio di freni di tipo automatico, in particolare da parte della London and North Western Railway e del suo presidente Richard Mooni. Nel 1889, prima che la legislazione imponesse l'uso del sistema automatico, ad Armagh avvenne un grave incidente: una sezione di un treno si staccò dalla locomotiva in un tratto a forte pendenza e corse via, uccidendo 88 persone; il treno aveva il freno continuo di tipo semplice, che risultò inutile sulla parte scollegata del treno. Se il veicolo fosse stato dotato di un freno continuo automatico, si sarebbe quasi certamente evitato l'incidente; la preoccupazione dell'opinione pubblica indusse le autorità ad emanare la legislazione che rendeva obbligatorio l'uso di un freno continuo automatico su tutti i treni passeggeri.

## Funzionamento

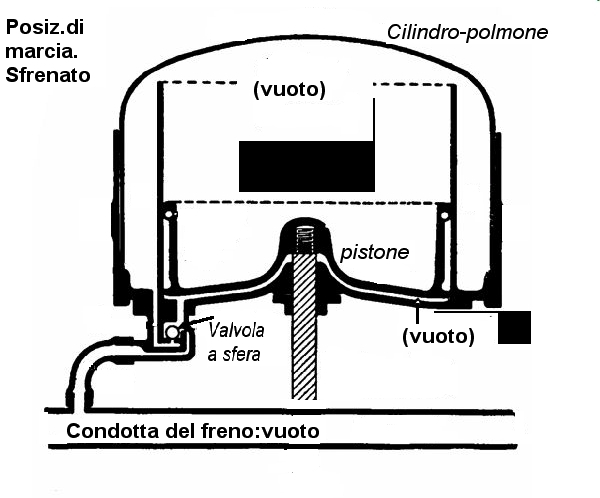
Posizione di sfrenatura del pistone; condotta sotto vuoto

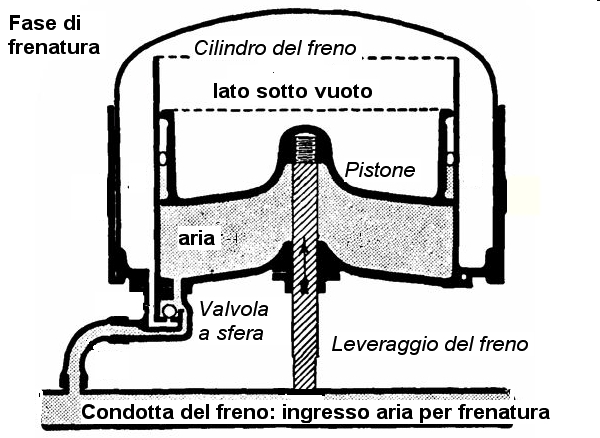
Posizione di frenatura del pistone; condotta con immissione di aria dall'atmosfera

Nella sua forma più semplice, il freno continuo automatico Hardy è costituito da un tubo continuo d'acciaio (condotta del freno) che, collegato per mezzo di tubi accoppiatori flessibili tra veicolo e veicolo, corre per tutta la lunghezza del treno. Nella marcia normale, viene mantenuta una depressione (vuoto) in questo tubo per cui i freni vengono rilasciati. Quando viene immessa aria, la sua pressione agisce contro i pistoni di ogni veicolo. Un vuoto è mantenuto sull'altra faccia dei pistoni, per equilibrare la forza applicata. Un collegamento meccanico trasmette questa forza a delle ganasce che agiscono per attrito sulle superfici di rotolamento delle ruote. I raccordi per raggiungere questo obiettivo sono quindi:
Il cilindro del freno è contenuto in un contenitore più grande; questo dà una riserva di vuoto su cui il pistone opera. Il cilindro oscilla leggermente in marcia, per mantenere l'allineamento con il freno, per cui è supportato da cuscinetti nei perno di articolazione e le tubazioni di aspirazione sono flessibili. Il pistone del freno ha un anello flessibile che consente all'aria di passare dalla parte superiore del cilindro alla parte inferiore, se necessario.
Quando i veicoli sono in stazionamento e la condotta del freno è a pressione atmosferica, i pistoni del freno si trovano nella loro posizione più bassa, in assenza di un differenziale di pressione. Quando una locomotiva viene accoppiata a delle carrozze, il guidatore sposta il comando del freno in posizione di "sblocco" e l'aria viene aspirata dalla condotta del treno, creandovi un parziale vuoto. L'aria nella parte superiore dei cilindri dei freni viene scaricata anch'essa nella condotta del treno, attraverso una valvola di ritegno.
Se il guidatore sposta la manopola di comando sulla posizione "freno" immette, dosandola, una certa quantità d'aria nella condotta del freno e ciò provocherà la diminuzione del vuoto nei cilindri del freno di ogni veicolo. La valvola a sfera si chiuderà e la  pressione sposterà verso l'alto il pistone, azionando i leveraggi dei freni. Il conducente può controllare la quantità dello sforzo di frenata immettendo più o meno aria dall'atmosfera alla condotta di frenatura del treno.

## Considerazioni pratiche
Il freno continuo automatico Hardy rappresentò al suo tempo un notevole progresso nella tecnica di frenatura dei treni. In pratica, le locomotive a vapore erano dotate di due estrattori, uno piccolo per il mantenimento della depressione (vuoto) in condotta (per scaricare l'aria che riusciva a rientrare nel tubo del treno) e uno più grande per rilasciare il freno. Più tardi la Great Western Railway utilizzerà una pompa a vuoto al posto dell'eiettore di piccole dimensioni.
Nel Regno Unito, le imprese ferroviarie pre-nazionalizzazione standardizzarono un vuoto di 21 pollici di mercurio (533,4 Torr), con l'eccezione della Great Western Railway, che utilizzava invece 25 pollici di mercurio (635 Torr). Il vuoto assoluto è di circa 30 pollici di mercurio (760 Torr), a seconda delle condizioni atmosferiche. Questa differenza di norme avrebbe potuto causare problemi nei servizi a lunga distanza, quando una locomotiva GWR avrebbe dovuto trainare il treno di un'altra società, dato che il suo eiettore poteva non essere in grado di liberare completamente i freni del treno rendendo necessaria la sfrenatura manuale veicolo per veicolo mediante le valvole di sfiato poste su ogni veicolo del treno.

## Ferrovie che usano o hanno usato il freno a vuoto Hardy
- In Italia il freno a vuoto venne adottato per la rete FS a scartamento ridotto della Sicilia per le locomotive a vapore, i carri merci e le carrozze viaggiatori. Non venne adottato invece per le automotrici e ciò obbligò a modificare un certo numero di carri, con l'applicazione del freno Westinghouse, per essere rimorchiabili dalle stesse.[3]
- Il freno a vuoto equipaggiava anche il materiale rotabile delle ferrovie coloniali italiane.
- Il freno a vuoto equipaggiava anche i rotabili della Ferrovia della Val Gardena.
- Il freno a vuoto equipaggia i Locomotori Diesel Elettrici (LDe) ARST (Azienda Regionale Sarda Trasporti) del compartimento di Sassari, serie 500.
- La Ferrovia Retica utilizza ancora parzialmente il freno a vuoto Hardy (Vakuumbremsanlage in tedesco).